# Карл Александър (Бранденбург-Ансбах-Байройт)
Христиан Фридрих Карл Александър фон Бранденбург-Ансбах (на немски: Christian Friedrich Karl Alexander von Brandenburg-Ansbach; * 24 февруари 1736, Ансбах; † 5 януари 1806, дворец близо до Нюбъри, Западен Бъркшър, Англия) е последният маркграф на франкските Маркграфство Ансбах от 1757 до 1791 г. и на Маркграфство Байройт от 1769 до 1791 г.

## Биография
Той е вторият син на маркграф Карл Вилхелм Фридрих фон Бранденбург-Ансбах (1712 – 1757) и Фридерика Луиза Пруска (1714 – 1784), дъщеря на крал Фридрих Вилхелм I и София Доротея фон Брауншвайг-Люнебург. Майка му е сестра на Фридрих II. След внезапната смърт на по-големия му брат Карл Фридрих Август на 9 май 1737 г. той става наследствен принц на княжеството.
От 1748 до 1759 г. Карл Александър следва в Утрехт. Като млад „граф фон Сайн“ то пътува до Торино и Савоя, вероятно по това време се заразява от сифилис и остава бездетен. На 3 август 1757 г. той става маркграф на Бранденбург-Ансбах.
На 22 ноември 1754 г. се жени в Кобург за принцеса Фридерика Каролина фон Саксония-Кобург-Заалфелд (24 юни 1735 – 18 февруари 1791), дъщеря на херцог Франц Йосиас и Анна София, дъщеря на княз Лудвиг Фридрих I фон Шварцбург-Рудолщат. Бракът е бездетен. Той я изпраща в дворец Шванинген. Карл Александър има връзка с Хиполита Клайрон (1723 – 1803) и метресата лейди Елизабет Крейвен (1750 – 1828), британска писателка, за която се жени на 30 октомври 1791 г. в Лисабон. Бракът е бездетен.
През декември 1791 г. понеже е бездетен Карл Александър продава Княжеството Ансбах заедно с Маркграфството Байройт на Прусия на Фридрих Вилхелм II чрез таен договор (на 16 януари 1791) за доживотна пенсия (от 300 000 гулдена годишно) и тръгва на 19 май 1791 г. за Англия. На 2 декември Карл Александър подписва в Бордо своята абдикация.
В Англия той се занимава с отглеждане на коне. Наполеон предава през 1806 г. Княжеството Ансбах и през 1810 г. Княжеството Байройт на Кралство Бавария.

## Галерия
- Карл Александър фон Бранденбург-Ансбах
- Принцеса Фридерика Каролина фон Саксония-Кобург-Заалфелд
- Мадмоазел Хиполита Клайрон, 1799
- Леди Елизабет Крейвен, 1778